# Библиотека имени академика Н. А. Лавровского
Библиоте́ка и́мени акаде́мика Н. А. Лавро́вского (укр. Бібліотека імені академіка М. О. Лавровського) — научная библиотека Нежинского государственного педагогического университета имени Н. Гоголя, основанная в 1820 году.

## Общие сведения
Основой фонда стало частное собрание князя Александра и его брата графа Ильи Безбородко, состоявшее из 2500 томов. Оно было передано для организации профессорской библиотеки Гимназии высших наук князя А. Безбородко, созданной в Нежине, в 1820 году. Сейчас это Нежинский государственный университет имени Николая Гоголя.
В 1821 году, после смерти первого директора Гимназии В. Г. Кукольника, в библиотеку также поступила часть его личного собрания из 506 томов, среди которых были в основном раритетные издания конца XVIII — начала XIX века.
До 1917 года библиотека, как и учебное заведение, носила имя князя А. Безбородко. А имя профессора Николая Лавровского было присвоено в 2010 году.

## Фонды
Современный книжный фонд комплектуется из литературы по истории, филологии, математике, физике и других областей знаний. Он составляет около 1 млн единиц хранения. Есть также редкие издания XVIII—XIX веков. Отдел рукописей насчитывает порядка 100 единиц хранения.

### Отдельные собрания
В книжный фонд, кроме первых личных собраний А . Безбородко и В. Кукольника, вошли книги профессора Петербгского историко-филологического института И. Штейнмана (960 шт.), профессора Московского университета С. Шевырёва (7359 шт.), профессора Лейпцигского университета Ф. Ричля (4930 шт.). Кроме того, в библиотеку были переданы двойные экземпляры коллекции «Polonica» Варшавского университета, фонды нежинского Александровского греческого училища, а также собрания преподавателей Б. Яцемирского, М. Бережкова, И. Турцевича и ряда других.

## Справочно-библиографический аппарат
Библиотека сохраняет принципы организации, размещения фондов, справочно-библиографического аппарата конца XIX века. В 1964 году, для новых поступлений, было введено систематически-алфавитное размещения книг. Система каталогов, кроме вышеупомянутых, включает генеральный систематический каталог, алфавитные, систематические и подсобные фонды отделов, систематическую картотеку статей и т. п.
С 2002 года ведётся электронный каталог новых поступлений.